# خافيير مارسيلو كوريا
خافيير مارسيلو كوريا (بالإسبانية: Javier Correa) (23 أكتوبر 1993 في الأرجنتين - ) هو لاعب كرة قدم أرجنتيني في مركز الهجوم. لعب مع أوليمبيا أسونسيون وانيستتوتو وروزاريو سنترال وغودوي كروز وفيرو كاريل أويستي.

## وصلات خارجية
- خافيير مارسيلو كوريا على موقع قاعدة بيانات كرة القدم.إي يو (الإنجليزية)
- خافيير مارسيلو كوريا على موقع Soccerway.com (الإنجليزية)